# بوبي سميث (لاعب كرة قدم مواليد 1941)
بوبي سميث (بالإنجليزية: Bobby Smith)‏ هو لاعب كرة قدم بريطاني في مركز الدفاع، ولد في 20 يونيو 1941 في بارنسلي في المملكة المتحدة، وتوفي في أغسطس 2019. لعب مع نادي تشيلمسفورد.